# Spathius lucullus
Spathius lucullus är en stekelart som beskrevs av Nixon 1943. Spathius lucullus ingår i släktet Spathius och familjen bracksteklar. Inga underarter finns listade i Catalogue of Life.